# Красногорское сельское поселение (Северная Осетия)
Красногорское се́льское поселе́ние — муниципальное образование в Ардонском районе Северной Осетии Российской Федерации.
Административный центр — село Красногор.

## История
Статус и границы сельского поселения установлены Законом Республики Северная Осетия-Алания от 5 марта 2005 года № 12-рз «Об установлении границ муниципального образования Ардонский район, наделении его статусом муниципального района, образовании в его составе муниципальных образований - городского и сельских поселений и установлении их границ»

## Население
| 2002  | 2010  | 2011  | 2012  | 2013  | 2014  | 2015  |
| ----- | ----- | ----- | ----- | ----- | ----- | ----- |
| 1585  | ↗1613 | →1613 | ↘1609 | ↗1656 | ↗1662 | ↗1681 |
| 2016  | 2017  | 2018  | 2019  | 2020  | 2021  | 2023  |
| ↗1690 | ↗1714 | ↘1712 | ↘1702 | ↗1703 | ↗1786 | ↘1777 |
| 2024  | 2025  |       |       |       |       |       |
| ↗1781 | ↘1777 |       |       |       |       |       |

## Состав сельского поселения
| № | Населённый пункт | Тип населённого пункта       | Население |
| - | ---------------- | ---------------------------- | --------- |
| 1 | Красногор        | село, административный центр | ↘1777     |